# Chelostoma petersi
Chelostoma petersi là một loài Hymenoptera trong họ Megachilidae. Loài này được Tkalcu mô tả khoa học năm 1984.